# Plectrocnemia norikurana
Plectrocnemia norikurana är en nattsländeart som beskrevs av Tsuda 1942. Plectrocnemia norikurana ingår i släktet Plectrocnemia och familjen fångstnätnattsländor. Inga underarter finns listade i Catalogue of Life.